# Comuna Prohorivka, Kaniv
Prohorivka (în ucraineană Прохорівка) este o comună în raionul Kaniv, regiunea Cerkasî, Ucraina, formată din satele Prohorivka (reședința) și Sușkî.

## Demografie
Componența lingvistică a comunei Prohorivka
     Ucraineană (96,73%)
     Rusă (2,94%)
     Alte limbi (0,08%)
Conform recensământului din 2001, majoritatea populației comunei Prohorivka era vorbitoare de ucraineană (96,73%), existând în minoritate și vorbitori de rusă (2,94%).